# 艾咪·沃克
艾咪·沃克（英語：Amy Walker；1982年9月1日—），是一位美国女演员、歌手和配音員，她最出名的作品是電玩游戏《暴雪英霸》（2015年）中的露娜拉和《異塵餘生76》（2018年）的幾個角色配音，此外她也在電玩游戏《審判之眼：死神的遺言》（2018年）中为寺澤繪美之英語配音。 

## 生平
沃克出生於華盛頓西雅圖，畢業於伍伦贡大学，在那裡她学习表演、歌唱和绘画。之後她定居於惠灵顿。 

## 外部連結
- 艾咪·沃克在互联网电影资料库（IMDb）上的資料（英文）
- 艾咪·沃克的Facebook專頁
- 艾咪·沃克的Instagram帳戶
- 艾咪·沃克 （页面存档备份，存于）的官網